# Plynteria marginata
Plynteria marginata är en fjärilsart som beskrevs av Druce. Plynteria marginata ingår i släktet Plynteria och familjen nattflyn. Inga underarter finns listade i Catalogue of Life.